# Peter Jackson (biologo)
Peter Jackson (Londra, 27 gennaio 1926 – Londra, 8 dicembre 2016) è stato un biologo, scrittore e fotografo britannico laureatosi all'università di Cambridge.
Specialista di felini, è stato direttore dell'informazione del fondo mondiale per la Natura (WWF) e direttore del gruppo di specialisti di felini dell'Unione internazionale per la conservazione della natura (IUCN). Corrispondente dal subcontinente indiano per l'agenzia Reuters, ha collaborato anche con la BBC.
Ha pubblicato numerose opere sui felini e la loro salvaguardia. Il nome scientifico della tigre della Malesia, Panthera tigris jacksoni, le è stato attribuito in suo onore.